# مارگارت ادواردز
مارگارت ادواردز (به انگلیسی: Margaret Edwards) (زادهٔ ۲۸ مارس ۱۹۳۹) شناگر اهل بریتانیا است.